# 帶狀湖

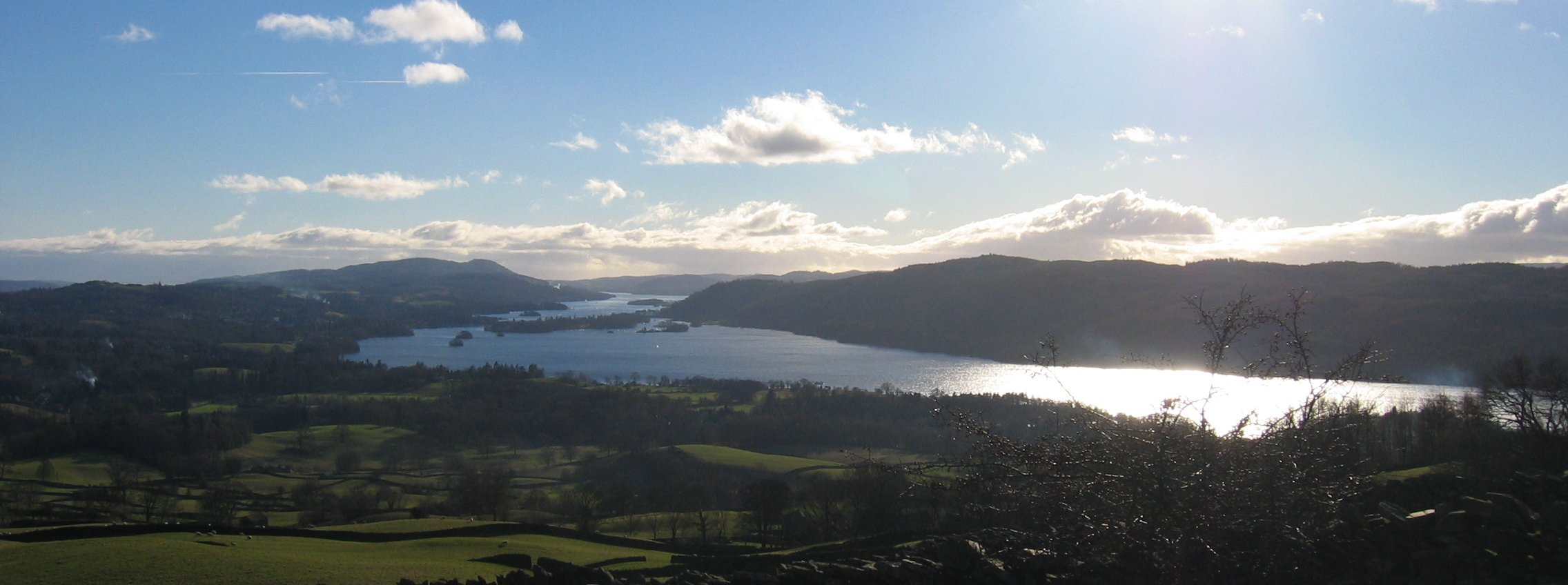
英格蘭西北部湖區的溫德米爾湖（Windermere）為典型之帶狀湖

帶狀湖，又稱槽湖、緞帶湖，是又長又狹窄，手指狀的湖，常見於U型谷。它形成於冰川在地域上移動，地域包含交替的硬床岩帶和軟床岩帶。
冰川提升銳利的巨石，並運載至冰川底。透過磨損作用，巨石更快侵蝕較軟的岩石。這就形成空心，稱為岩盤（rock basin）。岩盤兩邊，更抗蝕的岩石受侵蝕較少。既露出地面，又較為堅硬的岩石稱為石梁或稱為岩霸（rock bar）。石梁扮演水壩角色：冰河時期退卻之後，石梁之間，雨水可以聚集，並填滿岩盤，形成帶狀湖。